# Scythropochroa trichovenosa
Scythropochroa trichovenosa är en tvåvingeart som beskrevs av Werner Mohrig 1996. Scythropochroa trichovenosa ingår i släktet Scythropochroa och familjen sorgmyggor. Inga underarter finns listade i Catalogue of Life.